# Herbert Fredrikson
Herbert Fredrikson, född 26 juli 1902 i Borås, död 24 april 1958, var en svensk läkare.
Fredrikson, som var son till kamrer Carl Fredrikson och Elin Johnsson, blev medicine licentiat i Stockholm 1929, medicine doktor 1939 på avhandlingen Endocrine factors involved in the development and function of the mammary glands of female rabbits, var docent i obstetrik och gynekologi vid Karolinska institutet 1939–1941 och professor vid Göteborgs universitet från 1953. Han var andre underläkare i Borås 1929–1933, amanuens vid Allmänna barnbördshuset 1934–1936, blev underläkare vid Sabbatsbergs sjukhus 1937, lasarettsläkare vid obstetrisk-gynekologiska avdelningen på Sundsvalls lasarett 1941 och var överläkare vid Sahlgrenska sjukhusets kvinnoklinik II från 1946. Han skrev artiklar i obstetrik och gynekologi. 